# Kraftwerk Oberstufe Lutz
Das Kraftwerk Oberstufe Lutz ist ein Speicherkraftwerk der illwerke vkw AG in der Gemeinde Ludesch in Vorarlberg. Es wurde nach der Bewilligung des Bundesministeriums für Land- und Forstwirtschaft vom 23. Dezember 1964 in den Jahren 1965 bis 1967 von den Vorarlberger Kraftwerken im Unterlauf der Lutz errichtet. Das Kraftwerk nutzt den Höhenunterschied zum Speicher Raggal von 130 m. Es verfügt über eine installierte Leistung von 19,3 MW und produziert jährlich mehr als 73 GWh an elektrischer Energie.
Vom Speicher Raggal gelangt das Wasser über einen 4,5 km langen Druckstollen zum Wasserschloss und von dort vertikal zur Maschinenkaverne, die rund 100 m im Berginneren liegt. Dort wird das Wasser in einer vertikalen Francis-Turbine abgearbeitet und fließt in das Staubecken Gstins, das sich auf der Gemeindegrenze zwischen Thüringerberg und Ludesch befindet. Von dort aus führt wiederum eine 4,6 km lange Druckrohrleitung über eine Gefällhöhe von 72 m zum Kraftwerk Unterstufe Lutz.

## Technische Daten
- Fallhöhe: 130 m
- Engpassleistung im Turbinenbetrieb: 19,3 MW
- Drehzahl: 500/min
- Generator-Nennspannung: 10,5 kV
- Generator-Nennleistung: 24 MVA